# St. Patricius (Heiligenzimmern)

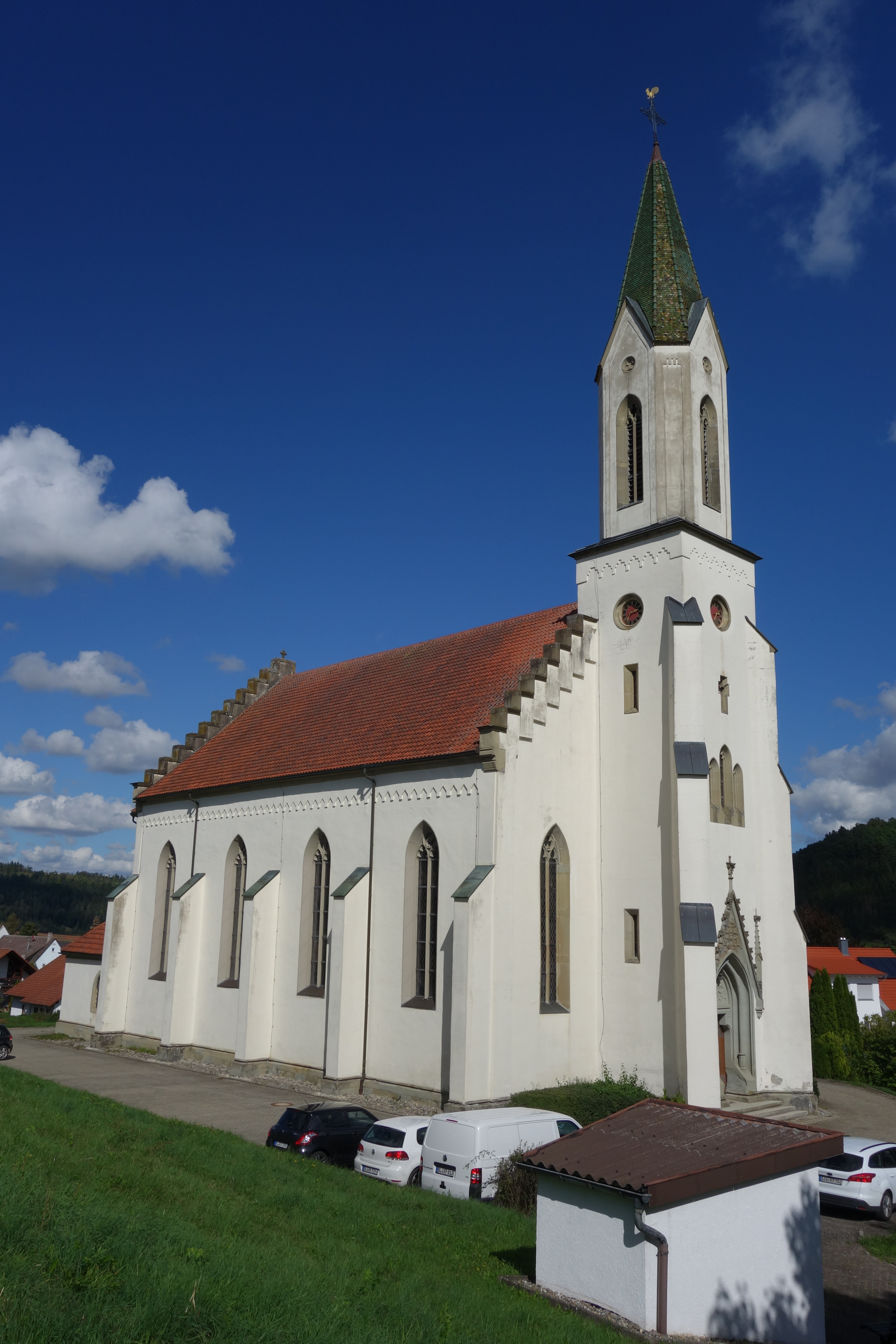
Kirche St. Patricius in Heiligenzimmern

Die römisch-katholische Pfarrkirche St. Patricius ist ein denkmalgeschütztes Kirchengebäude in Heiligenzimmern, einem Stadtteil der Stadt Rosenfeld im baden-württembergischen Zollernalbkreis. Sie gehört zur katholischen Seelsorgeeinheit Eyachtal-Haigerloch St. Anna im Dekanat Zollern des Erzbistums Freiburg.

## Geschichte und Architektur
Die Vorgängerkirche, die ebenfalls dem Heiligen Patricius geweiht war, wurde 1852 abgebrochen.
Die neue Kirche wurde von 1847 bis 1850 nach Plänen des Baurat Zobel aus Sigmaringen im neugotischen Stil erbaut. Die Weihe erfolgte am 14. September 1865 durch den Rottenburger Bischof Josef von Lipp in Vertretung für den hochbetagten Erzbischof von Freiburg Hermann von Vicari.
Das Langhaus hat ein weit gespanntes Tudorbogen-Gewölbe mit Rippen und Stichkappen. Der Chor hat ein Netzrippengewölbe. In den Jahren 1923–1924 wurde die Raumschale durch den Kunstmaler August Pfister neu gestaltet. Ursprünglich war auf der Giebelseite zum Chor die Herabkunft des Heiligen Geistes, die Pfingstpredigt und Petrus zu sehen, wie er das Sakrament der Taufe spendet. Im Chor war Jesu Geburt, Tod und Auferstehung thematisiert.
1963–1965 wurde die Pfarrkirche St. Patricius im Zuge von Renovierungsarbeiten durch Ernst Lorch aus Sigmaringen dramatisch verändert: Die wertvollen Wandmalereien wurden überstrichen. Der Hochaltar sowie die Kanzel und Teile der Figurensammlung wurden komplett überfasst. Die Empore wurde mittels Nitroverdünnung abgewaschen und abgeschliffen. Dabei verlor die Empore ihr ursprüngliches Aussehen. Zudem hat Lorch die ursprüngliche Ausmalung des Chorgewölbes durch den heutigen noch zu sehenden Sternenhimmel ersetzt. Darüber hinaus wurden die kunstvoll gearbeiteten Seitenaltäre von Johann Nepomuk Meintel in der besagten Renovation entfernt und verbrannt. Des Weiteren wurden die kunstvollen Buntglasfenster entfernt und durch eine einfache Rautenstruktur ersetzt. Heute ist nur noch die Fensterrose über dem Hochaltar sowie die beiden Chorraumfenster rechts und links vom Hochaltar in ihrer originalen Fassung erhalten.
Die ursprüngliche Orgel besaß ein neugotisches Gehäuse und umfasste 14 Register. Deren Orgelprospekt besaß Holzpfeifen. Die Pfarrkirche stand im Zweiten Weltkrieg unter Beschuss, da im Glockenturm ein Spähposten vermutet wurde. Bei diesem Beschuss wurde die Kirche teils schwer beschädigt. Granatsplitter trafen auch die alte Orgel. Die Beschädigungen waren so beträchtlich, dass eine neue Orgel angeschafft werden musste. Die neue heute noch eingebaute Orgel stammt von der Firma Gebr. Stehle aus Bittelbronn und wurde 1952 eingeweiht.
1981 bis 1982 erfolgte eine grundlegende Sanierung des Turms und der Außenfassade.
Im Jahr 2023 wurde aufgrund von Schäden am Dachtragwerk mit einer erneuten Sanierung begonnen.

## Ausstattung
- Der Hochaltar sowie auch die Kanzel stammt vom Horber Altarbauer und Bildhauer Johann Nepomuk Meintel. Die Seitenaltäre von Meintel sind seit 1963–1965 nicht mehr erhalten.
- Umfassende Heiligenfigurensammlung vom Horber Bildhauer Anton Leins.
- Kreuzweg aus dem Jahr 1856 (Kopie des Führich-Kreuzwegs), der mit hoher Wahrscheinlichkeit Johann Nepomuk Meintel zugeschrieben werden kann.
- Sakrale Geräte, die bis in die Mitte des 18. Jahrhunderts zurückreichen.
- Kunstvoll und aufwendig gearbeitete Paramente aus der Mitte des 19. Jahrhunderts.
- Die Orgel der Firma Gebr. Stehle aus Haigerloch-Bittelbronn.
- Gefallenendenkmal an der Ostseite der Pfarrkirche.

## Initiative zur Erhaltung des wertvollen Kirchenschatzes
Um die Baustelle für die Sanierungsarbeiten des Dachtragwerks einrichten zu können, wurde die Pfarrkirche Anfang 2023 ausgeräumt. Dabei wurde die herausragende Qualität des Kirchenschatzes erkannt. Der Kirchenschatz ist in einem sehr schlechten Zustand, weshalb eine Initiative zur Erhaltung und Restaurierung des Kirchenschatzes ins Leben gerufen wurde, sodass dieses bemerkenswerte Zeugnis des Kunsthandwerks erhalten werden kann.

## Glocken
Im Turm der Pfarrkirche St. Patricius hängen drei Glocken, die einen G-Dur-Dreiklang bilden. Zwei Glocken des ursprünglichen Geläuts wurden während des Zweiten Weltkriegs beschlagnahmt und eingeschmolzen und 1950 durch zwei neue Glocken ersetzt. Alle Glocken sind in den Uhrschlag der Turmuhr einbezogen: Glocke 1 schlägt zu jeder vollen Stunde und die beiden anderen übernehmen den Viertelstundenschlag. Unterhalb der Glockenstube sind außen auf drei Seiten Zifferblätter der Turmuhr angebracht.
| Glocke | Gussjahr | Glockengießer           | Material     | Durchmesser | Schlagton (HT-1/16) |
| ------ | -------- | ----------------------- | ------------ | ----------- | ------------------- |
| 1      | 1950     | Albert Junker, Brilon   | Sonderbronze |             | g1 –1               |
| 2      | 1950     | Albert Junker, Brilon   | Sonderbronze |             | h1 ±0               |
| 3      | 1896     | Konrad Zoller, Biberach | Bronze       | 620 mm      | d2 +4               |

## Nachweise
1. ↑  Bettina Stehle: Kirche zieht ins Pfarrheim um. 6. März 2023, abgerufen am 20. August 2023.
2. ↑  Jens Schlehe: Initiative zur Erhaltung und Restaurierung des Kirchenschatzes der Pfarrkirche St. Patricius Heiligenzimmern. In: www.pfarrkirche-st-patricius-heiligenzimmern.de. 7. November 2023, abgerufen am 30. November 2023.
3. ↑  St. Patricius Heiligenzimmern | Kirche birgt zahlreiche Kunstschätze, auf schwarzwaelder-bote.de, abgerufen am 27. November 2023
4. ↑  Glockeninspektion Erzbistum Freiburg: Kath. Pfarrkirche St. Patricius in Rosenfeld-Heiligenzimmern

Koordinaten: 48° 19′ 53,4″ N, 8° 43′ 41,1″ O